# Marco Nicolini
Pour les articles homonymes, voir Nicolini.
Marco Nicolini, né le 15 septembre 1970 à Piove di Sacco, est un homme d'État saint-marinais, membre du Mouvement civique R.E.T.E.. Il est capitaine-régent, avec Gian Carlo Venturini, du 1er avril au 1er octobre 2021.

## Biographie
Membre du Mouvement civique R.E.T.E. depuis 2016, il est élu député au Grand Conseil général en décembre 2016 et conserve son siège en décembre 2019.
Le 19 mars 2021, il est élu capitaine-régent avec Gian Carlo Venturini. Ils entrent en fonction le 1er avril suivant pour un semestre.

## Décorations
- Chevalier grand-croix au grand cordon de l'ordre du Mérite de la République italienne‎ (2021)[2]